# Carrhotus
Carrhotus là một chi nhện trong họ Salticidae.

## Hình ảnh

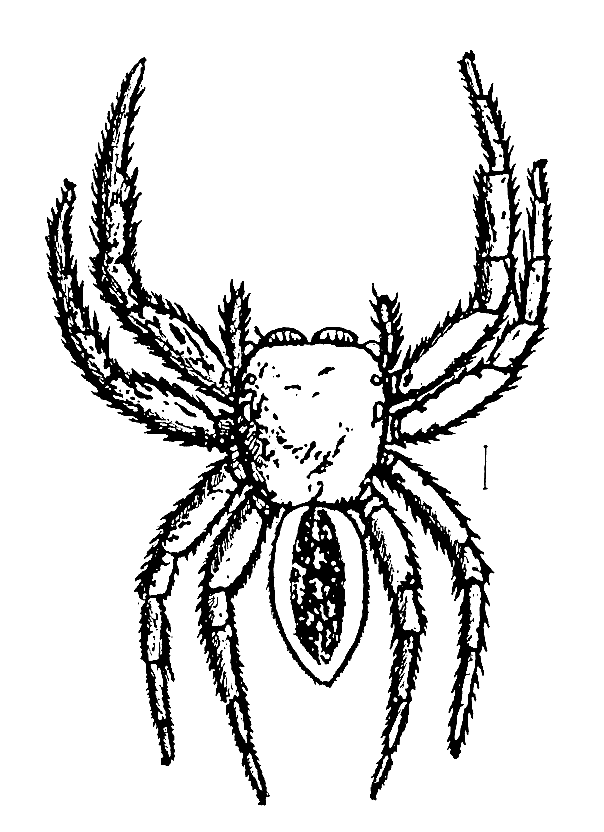
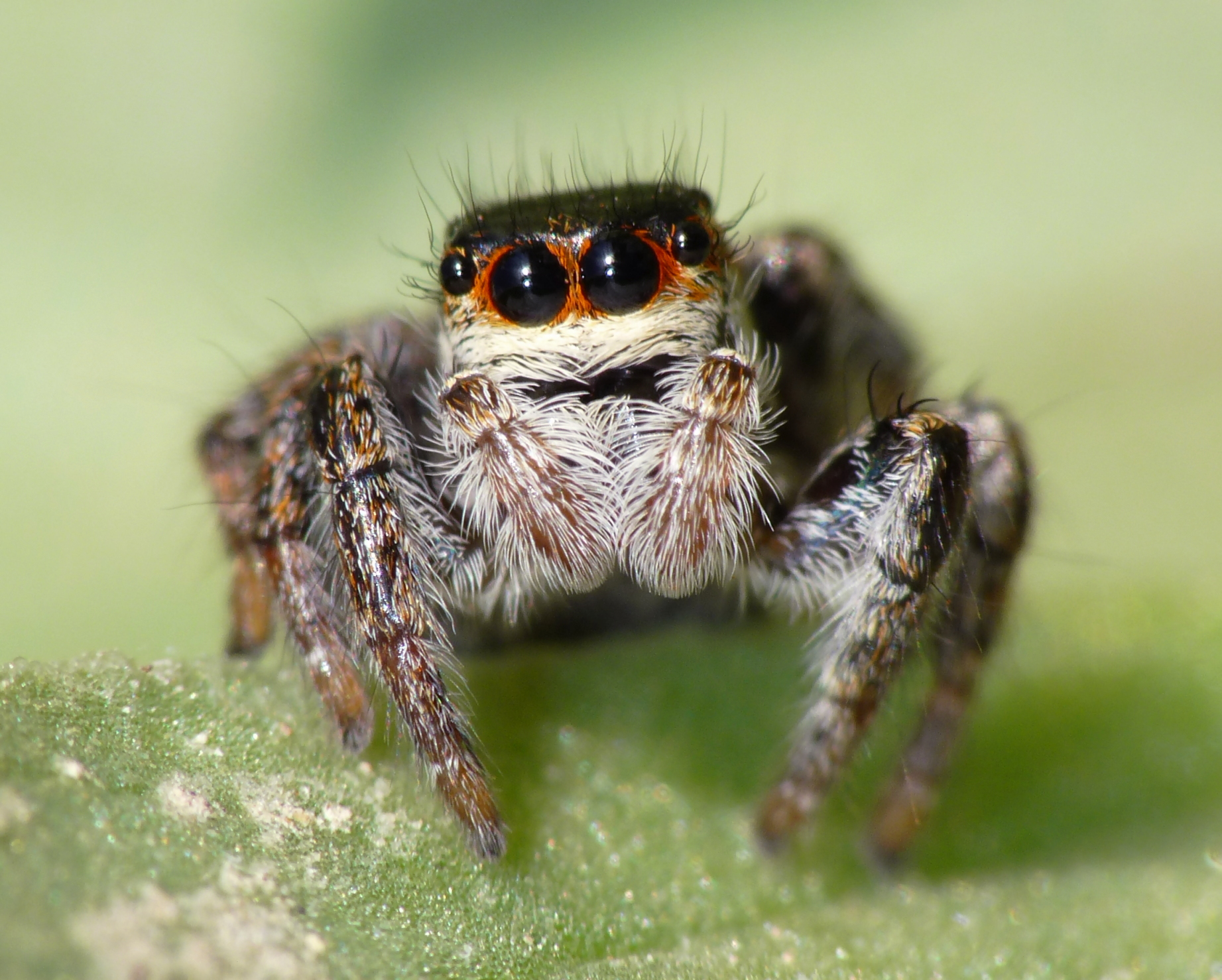